# 自由革新同友会
自由革新同友会（じゆうかくしんどうゆうかい）とは、かつて自由民主党内に存在したグループ。代表は中川一郎（後に石原慎太郎）で、通称中川グループ→石原グループ。

## 概要
青嵐会が自然消滅の形となっていた1979年、旧水田派出身の中川が、無派閥の石原慎太郎や長老格の長谷川四郎（旧椎名派）、長谷川峻（旧石井派）らと結成。いわゆる中間派の結集を目指したものの、他派閥との掛け持ちをしていない実質的な所属議員は10名にも満たず、福田派や中曽根派の若手が重複して参加するなど混成派閥の様相を呈していた。そのため正式な自由民主党の派閥とは見なされずに、派閥に準じるものとして「中川グループ」と呼称されることの方が多かった。組織行動としては福田赳夫の親衛隊として、四十日抗争、ハプニング解散も福田派と共同歩調をとり反主流を歩む。このため、途中で同グループ内の中曽根派議員が離脱するなど、二重在籍者を抱える派閥の脆さも見せる。
1982年、中川が鈴木善幸の後継にいち早く名乗りをあげ自由民主党総裁選挙に出馬。66041票で最下位に終わった。直後成立した第1次中曽根内閣では長谷川峻が入閣して派閥としての面目は保つが、長谷川の入閣は中川の意向とは異なるものであったという。
1983年1月に中川が急死すると、一先ずは長谷川四郎が代表代行を務め、最終的に石原が後を継ぐが、求心力の低下は避けられず、他派閥の草刈場となってしまった。一時は中川直系だけでも14人を数えたが、少なからざる人数が総裁派閥として勢力拡大を図っていた中曽根派に移籍するなど解散直前には衆参合わせて7人にまで落ち込んだ。小世帯では内閣・党の主要ポストも獲得できず、グループの運営費だけがかさみ、1984年11月、石原をはじめ長谷川四郎、長谷川峻、高橋辰夫、平沼赳夫、中川昭一の衆院議員6人は福田派に合流した（古屋亨は先行離脱し合流していた）。しかしその後は後身のグループ「黎明の会」が発足した。

## 所属していた国会議員一覧

### 福田派へ移籍
- 石原慎太郎（無所属→太陽の党→日本維新の会→次世代の党）
- 三塚博
- 長谷川四郎
- 長谷川峻
- 古屋亨
- 亀井静香（亀井G→志帥会→国民新党→無所属→脱原発→日本未来の党→みどりの風→無所属）
- 高橋辰夫
- 平沼赳夫（亀井G→志帥会→平沼G→たちあがれ日本→太陽の党→日本維新の会→次世代の党→自由民主党）
- 中川昭一（亀井G→志帥会）

### 田中派へ移籍
- 高木正明（経世会→平成研究会）

### 中曽根派へ移籍
- 上草義輝
- 林大幹

### その他
- 中川一郎（衆・旧北海道5区）
- 松沢雄蔵（衆・旧山形2区）
- 中村弘海（衆・旧長崎2区）